# Pride de Copenhague
La pride de Copenhague est le plus grand festival danois centré sur les droits de l'homme à travers les questions LGBT+. Elle se tient annuellement dans la capitale danoise au mois d'août.

## Description
La pride est un événement festif haut en couleur qui associe des questions politiques à des concerts, des films et à une parade. Le point de départ est la place de l'hôtel de ville (Rådhuspladsen en danois). Depuis les alentours de 2012, les véritables évènements débutent généralement le mercredi de la semaine de la pride, avec un climax atteint lors de la parade du samedi. En 2017, quelque 25 000 personnes ont participé à la parade avec chars et drapeaux, et plus de 300 000 personnes sont descendues dans les rues.
En 2022, la pride de Copenhague s'est déroulée sur neuf jours (du 13 au 21 août). Il s'agit de la plus longue pride qu'ait connu Copenhague, sauf lorsque la ville a accueilli l'Europride (1996) et WorldPride (2021).
En plus de la pride de Copenhague, une autre pride de plus faible ampleur se tient annuellement à Aarhus, en parallèle du festival du film LGBT MIX Copenhagen.

## Histoire
La pride de Copenhague a été créée en 1996 lorsque Copenhague a été nommée capitale européenne de la culture et a accueilli l'Europride. Entre 1998 et 2004, le festival s'appelait la Mermaid Pride (littéralement la "pride des sirènes") avant d'acquérir son nom définitif, la "pride de Copenhague". Initialement, le festival se tenait en juin avant d'être déplacé en août en 1999. La pride a lieu chaque année depuis 1996. En 2009, la pride a acquis un rôle majeur dans la tenue des World Outgames. En plus de la pride en été, la première pride hivernale a eu lieu en février 2015. En 2017, la pride a remporté le concours pour accueillir la WorldPride en 2021, d'une durée de 11 jours. La WorldPride 2021 a été combinée avec les EuroGames, et organisée par l'organisation sportive LGBT Pan Idræt.

## Présidents
- 1996 : Michael Nord
- 1999 : Alis Engberg
- 2000 : Stine Ringvig
- 2001 : Klaus Bondam/Helle Cobold
- 2002 : Helle Cobold/John Møgelvang
- 2003 - 2004 : John Bertelsen
- 2005 - 2006 : Thomas Bilgram
- 2007 : Morten Hougaard
- 2008 : Martin Fønss Dufke
- 2008 - 2012 : Olé Santos
- 2013-2021 : Lars Henriksen
- Depuis 2021 : Lars Henriksen (président politique) et Benjamin Hansen (président organisationnel)

La gestion quotidienne de l'organisation est dirigée par un secrétaire général, qui est actuellement Steve Taylor.

## Présentateurs
Plusieurs présentateurs ont été nécessaires pour les divers spectacles de la pride.
- 2001 : Ramona Macho
- 2007 : Audrey Castaneda[5]
- 2008 : Audrey Castaneda[5]
- 2009 : Audrey Castañeda, Dan Rachlin[5], Jim Lyngvild[6]
- 2010 : Jim Lyngvild[6]
- 2011 : Jim Lyngvild[6], Julie Berthelsen
- 2012 : Jim Lyngvild[6], Julie Berthelsen[7]
- 2013 : Camilla Ottesen[6], Raz, Michael Carøe, Bill Holmberg[8]
- 2014 : Christian Vincent (da)[9], Glamboy P (Patrick Spiegelberg), Megan Moore, Christina Bjørn[10]
- Fierté d'hiver 2015 : Glamboy P (Patrick Spiegelberg), Megan Moore[11]
- 2015 : Patrick Spiegelberg, Megan Moore, Christina Bjørn
- 2016 : Ole Henriksen
- 2017 : Megan Moore, Karen Sangvin, Sofie Linde
- 2018 : Megan Moore, Karen Sangvin, Abdel Aziz Mahmoud, Jakob Steen Olsen
- 2019 : Megan Moore, Sara Bro

## Chansons officielles de la pride
Depuis 2009, une chanson est désignée comme hymne de la pride de Copenhague.
- 2009 : Arnar Thor Vidarsson - Pride[12],[13]
- 2011: Hera Björk - Feel the Love Tonight[14]
- 2012 : Claus Nors feat. Julie Berthelsen - Movin' to the Groovin'[15]
- 2013: Army of Lovers - Crucified[16]
- 2014: Lucaléy - Dance To The Drums Of Our Hearts[17]
- 2015: Patrick Spiegelberg - Dig og mig mod verden[18]
- 2016: Jonas Hedquist - Survivors

## Artistes
Des musiciens et d'autres célébrités se sont produits lors des spectacles/concerts organisés par la pride.
- 2010 : Vengaboys, Patrick Spiegelberg, Ida Corr, Great Garlic Girls, Annikafiore, Matilde, RebeccaMaria, Katrine Brøndsted, Karen, Thomas Holm, Silas & Kat, Camille Jones, Apollo, Rune RK, Dan Rachlin[19]
- 2011 : Laust Sonne, Rasmus Walther, Hera Björk, Electric Lady Lab, Erann DD, Joey Moe, Cecilie Fleur, Rune RK, CVlara Sofie, Morten Breum, Xander, Sarah, Nicoline Toft, Rasmus Thude, Alexander Brown, Morten Hampenberg et Yepha[20]
- 2012 : Hera Björk, le duo Infernal Paw & Lina, Rune RK, Jean von Baden, Rosa Lux, Alberte et Josefine Winding, George Michael Jam[21]
- 2013 : Army of Lovers, Hera Björk, Emmelie de Forest, BLITZKIDS mvt., Le Freak, Zahra, Shila Mariposa + DJ Kelde, Unico feat. Nanamarie, Lynx & Pico feat. Glamboy P (Patrick Spiegelberg), Martin Kundsen, Kat Stephie Holst & DJ Kende, David Jay, 8Ball (da) feat. Gustav Salinas (da), Michael Carøe, Juanna ft. DanyComaro, DeeJay Mikael Costa A Friend In London[22]
- 2014 : DJ Tonny Liljenberg, Thomas Buttenschøn, Lucaléy, Sada Vidoo, World of Girls, Garek, Mettro, Silje Svea et Lynx, Our Lady J, Basim, Zindy, Sassa, Holestar, Campari Camping, Luux, Cisilia, Hector Lopez, Sy Lee, Annella Zarina Luckcrown, Scarletta Jackson, Divet, Glamboy P (Patrick Spiegelberg), Megan Moore, Pink Pistols, Hvide Løgne, Chili Goes Chili, Fjer, Amanda Wium, Freja Kirk, Tek Yon, DJ Mai Schaarup, Conchita Wurst[23]
- 2015 (hiver) : Glamboy P (Patrick Spiegelberg), DJ Tonny Liljenberg, Betty Bronx, Christina Chanée, Harley Queen[24]
- 2015 (été) : Thomaz Ransmyr, Rickard Söderberg, Magnus Carlsson, Anna Book[25], Silje Svea & Lynx, Jonas Hedqvist, Ida Corr, Dj Dragdaddy & The CUNT Collective, Clara Sofie, Patrick Spiegelberg, Campari Camping, Thomas Madvig & Simon Witzansky, Borneland - live, Megan Moore, Steed Lord, Bronx & Ashibah, MNEK, DJ Robin Skouteris[26], Lighthouse X, O'HARA feat. Ramona Macho, Danny Polaris, Scarlette, Royal Feet Factory, Vinnie Who, Glitter Boys vs. Witzanski[27]
- 2016 : Alex Palmieri, Amanda Wium, David Lavi, Erika, Fallulah, Danny, Jonas, Efterfesten
- 2017 : Peaches, Nabiha, Bryan Rice, Sada Vidoo, Katya, Aura
- 2018 : Anne Linnet, Sigmund, Ida Corr, Silas Holst, Ivy, Iris Gold, Zebra Katz